# Didi Chuxing
Didi Chuxing (em chinês: 滴滴出行; Dīdī Chūxíng) (Didi Chuxing, pronuncia-se AFI: [ˈtɨ́tɨ́ ʈʂʰúɕɪ̌ŋ]) é uma empresa da China que presta serviços na área de tecnologia e transporte privado por meio de um aplicativo para smartphone das plataformas Android, iOS e Samsung Galaxy Apps na China Continental.
A Didi Chuxing foi fundada em Junho de 2012 por Chéng Wei como Didi Dache e em 2014 recebeu investimentos da empresa chinesa Tencent. Um ano depois se fundiu com a concorrente Kuaidi Dache, cujo principal investidor era o Baidu, e a empresa resultante da fusão se tornou a maior empresa de transporte privado por aplicativo móvel do mundo, com um valor de mercado de $6 bilhões. Em Setembro de 2016, comprou a filial do Uber na China por $35 bilhões e recebeu investimentos do Alibaba Group e outros investidores, o que transformou a  empresa na única que possui como investidores os maiores grupos de internet da China.
A Didi Chuxing completou 1.4 bilhões de corridas em 2016, sendo 200 milhões apenas no mês de Dezembro. Em 2017, se tornou a 2º maior startup da China e da Ásia depois da fabricante de smartphones Xiaomi com um valor estimado de $ 50 bilhões.

## Características e serviços
A Didi Chuxing opera diversos serviços diferentes de transporte por meio do seu aplicativo DiDi que é encontrado nas principais lojas de aplicativos de smartphones, nas versões em chinês e inglês. Em Setembro de 2016 estava presente em mais de 400 cidades na China e possuía um market share de 84,1% no país. Os principais serviços oferecidos são o Didi Hitch, o DiDi Chauffeur, o DiDi Bus, o DiDi Minibus, o DiDi Test Drive, o DiDi Car Rental, o DiDi Enterprise Solutions, e o DiDi Luxe and bike-sharing.